# Hønefoss Station
Hønefoss Station (Hønefoss stasjon) er en jernbanestation på Randsfjordbanen og Bergensbanen, der ligger i byen Hønefoss i Ringerike kommune i Norge. Den ligger ovenfor Ådalselva, nær vandfaldet Hønefossen og byens centrum.
Stationen blev åbnet 12. oktober 1868, da Randsfjordbanen blev forlænget fra Tyristrand til Randsfjord. 27. november 1909 åbnedes Bergensbanen, der kom til at krydse Randsjordbanen i Hønefoss. Oprindeligt kørte Bergensbanens tog fra Oslo via Gjøvikbanen til Roa og derfra ad Roa-Hønefossbanen til Hønefoss. Efter åbningen af Oslotunnelen 1. juni 1980 blev de imidlertid omlagt til at køre via tunnelen og Drammenbanen til Drammen og derfra ad Randsfjordbanen til Hønefoss. På Randsfjordbanen blev persontrafikken indstillet mellem Hønefoss og Randsfjord 26. maj 1968. Lokaltogene mellem Hokksund og Hønefoss blev indstillet i 2004, hvorefter strækningen og stationen kun betjenes af fjerntogene på Bergensbanen.
Den nuværende stationsbygning blev opført efter tegninger af Paul Armin Due i 1909 i forbindelse med åbningen af Bergensbanen. Bygningen er opført i jugendstil af teglsten og er pudset udvendigt. Bygningen husede en jernbanerestaurant indtil 1972, og i etagen over den var der en lejlighed for stationsmesteren.